# Karlovszky Endre
Karlovai és kralováni Karlovszky Endre, K. Karlovszky Endre (Munkács, 1856 – Budapest, 1924. június 24.) magyar királyi allevéltárnok, műfordító.

## Pályafutása
Karlovszky Gusztáv uradalmi ügyvéd és Miticzky Ida írónő fia. A pesti egyetemen bölcseletet és jogot hallgatott. 1880-ban nevezték ki az országos levéltárba. Első költeménye 1872-ben jelent meg a Fővárosi Lapokban és ettől fogva verseket és tárcákat írt a fővárosi lapokba. 1874-től 1879-ig a Sennyei-párti Kelet Népe és Magyarország munkatársa, 1879-80-ban a Fővárosi Lapok segédszerkesztője volt. 1924-ben hunyt el, a Farkasréti temetőben búcsúztatták.
Felesége Boér Ilona (Kolozsvár, 1871? – Budapest, 1948, augusztus 9.), Boér Sándornak, a trieszti biztositó intézet helybeli főügynökének a lánya volt, akit 1890 szeptemberében jegyzett el Győrött és 1890. november 9-én kötöttek házasságot Kolozsvárott. Az esketési szertartást Biró Béla apát-plébános végezte a főtéri templomban.
Cikkei megjelentek a Kelet Népében (1877. 285. sz. Petőfi költészete Gyulai előadása nyomán, 1878. 44. sz. Jordán Vilmos); a Magyarországban (1879. 53., 61. sz., 1880. 182. sz. könyvismertetések) ; a Koszorúban (1880., 1882-83. Komócsy József jellemzése és könyvism.) sat. Később gazdaságtörténeti írásokat publikált, ezek megjelentek a Gazdaságtörténeti Szemlében (1896-97. A selyemtermelés története Erdélyben, Magyar gyár- és kézműipar 1771-74-ben, Erdély ipara a 18. század végén, A burgonyatermesztés meghonosítása Erdélyben, Magyarország kereskedelmi viszonyai a XVIII. század közepén).

## Művei
- Guillet Arséne. Aubin abbé. Mérimée Prosper után franciából fordította. Budapest, 1891 (Olcsó Könyvtár 296.)
- A csókás tanya. Regény. Cherbuliez Viktor után franciából fordította. Budapest, 1896. két kötet (Egyetemes Regénytár XI. 10., 11.).
- K. Karlovszky Endre versei. Légrády Testvérek, Budapest, 1906
- A lóverseny. A galoppsport kézikönyve. A Magyar Lovaregylet fogadási szabályaival. Budapest, 1912